# Людвік Вродарчик
Людвік Вродарчик OMI (пол. Ludwik Wrodarczyk; 25 серпня 1907, м. Радзьонкув, нині Польща — 6 грудня 1943, с. Карпилівка, нині Україна) — польський католицький священник, слуга Божий Католицької церкви.

## Життєпис
Людвік Вродарчик народився 25 серпня 1907 року в місті Радзьонкуві в багатодітній релігійній родині.
У 14 років вступив до Нижчої духовної семінарії Місіонерів Облатів Непорочної Марії в місті Кротошині. 10 серпня 1927 року склав перші чернечі обітниці в монастирі Згромадження в селі Марковицях. Згодом розпочав навчання у Вищій духовній семінарії в селі Обрах, де 10 червня 1933 року був висвячений на священника.
Служив вікарієм парафії, економом монастиря і вчителем релігії в школі села Кодня; парох у селі Марковицях (1936—?), а через три роки — на Волині.
В Окопах застосовував медичні знання, надаючи допомогу усім стражденним, незалежно від національної приналежності. 6 грудня 1943 року переслідувачі побили його та забрали з собою. Після знущань і катування його вбили.

### Беатифікаційний процес
Від 11 травня 2016 року триває беатифікаційний процес прилучення о. Людвіка Вродарчика до лику блаженних.

## Нагороди
- Праведник народів світу (2000, посмертно).